# Bulbophyllum masonii
Bulbophyllum masonii är en orkidéart som först beskrevs av Karlheinz Senghas, och fick sitt nu gällande namn av Jeffrey James Wood. Bulbophyllum masonii ingår i släktet Bulbophyllum och familjen orkidéer.
Artens utbredningsområde är Papua Nya Guinea. Inga underarter finns listade i Catalogue of Life.